# رودي آرندت

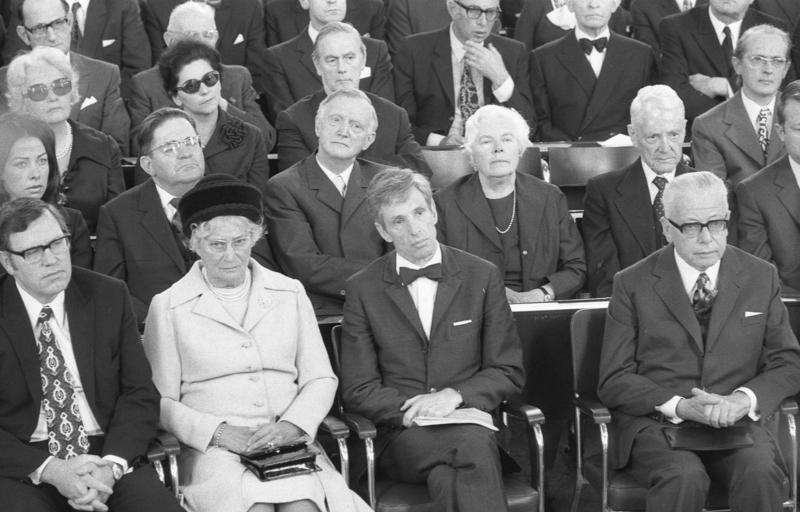
رودي آرندت (أقصى يسار الصورة) أثناء منحجائزة السلام الألمانية لتجارة الكتب (1972)

رودي آرندت (بالألمانية: Rudi Arndt)‏ (1 مارس 1927 في فيسبادن- 14مايو 2004 بالقرب من كييف، أوكرانيا)  سياسي ألماني من الحزب الديمقراطي الاشتراكي.

## العائلة
ينحدر رودي آرندت من عائلة تعرف بانتمائها إلى الحزب الديمقراطي الاشتراكي المحظور آنذاك، والده كونراد كان رئيس نقابة حزبية إلى أن سجن في معتقل زاكسنهاوزن أحد معسكرات الإعتقال الوقائية النازية. أطلق سراحه عام 1939، وانضم إلى النازيين عام 1939 ليتجنب ضغوطات جهاز الاستخبارات السري النازي. توفي كونراد في حادث سير سنة 1940، يقال أنه من تدبير قوات الأمن الخاصة النازية.
أما أُمُهُ «أنّا بابيتة» كانت أيضاً عضواً في الحزب الديمقراطي الاشتراكي في فرانكفورت، يُذكر ان أختها قُتلت على يد النازيين. لـ رودي أخ أكبر إسمه غونتر، كان مُدرساً ثم فُصِل بسبب انتقاده للسياسات الحزب النازي٫ ثم تم إرساله إلى الجبهة الشرقية٫ليعود عام 1949 بعد أن قضى عدة سنوات في المعتقلات السوفييتية.  
تزوج آرندت ثلاث مرات وله ولد من زواجه الأول 

## فترة الحزب النازي
مع بلوغه سن السابعة عشرة  20.أبريل.1944 انضم إلى الحزب النازي، وفي آخر أيام الحكومة النازية، كان قائداً لمجموعة من شبيبة هتلر.

## الحياة والسيرة المهنية
أتم الثانوية في فرانكفورت ثم التحق بجامعتها لدراسة الحقوق. ثم عمل في وزارة الداخلية لولاية هيسن. 
نشط سياسياً بعد سقوط  جدار برلين 1989 وإعادة توحيد ألمانيا. حيث عمل  للحزب الديمقراطي الاشتراكي في تورينغن. توفي فجأةً إثر حادث في صيف 2004 أثناء قضاءه عطلة بالقرب من كييف في اوكرانيا.

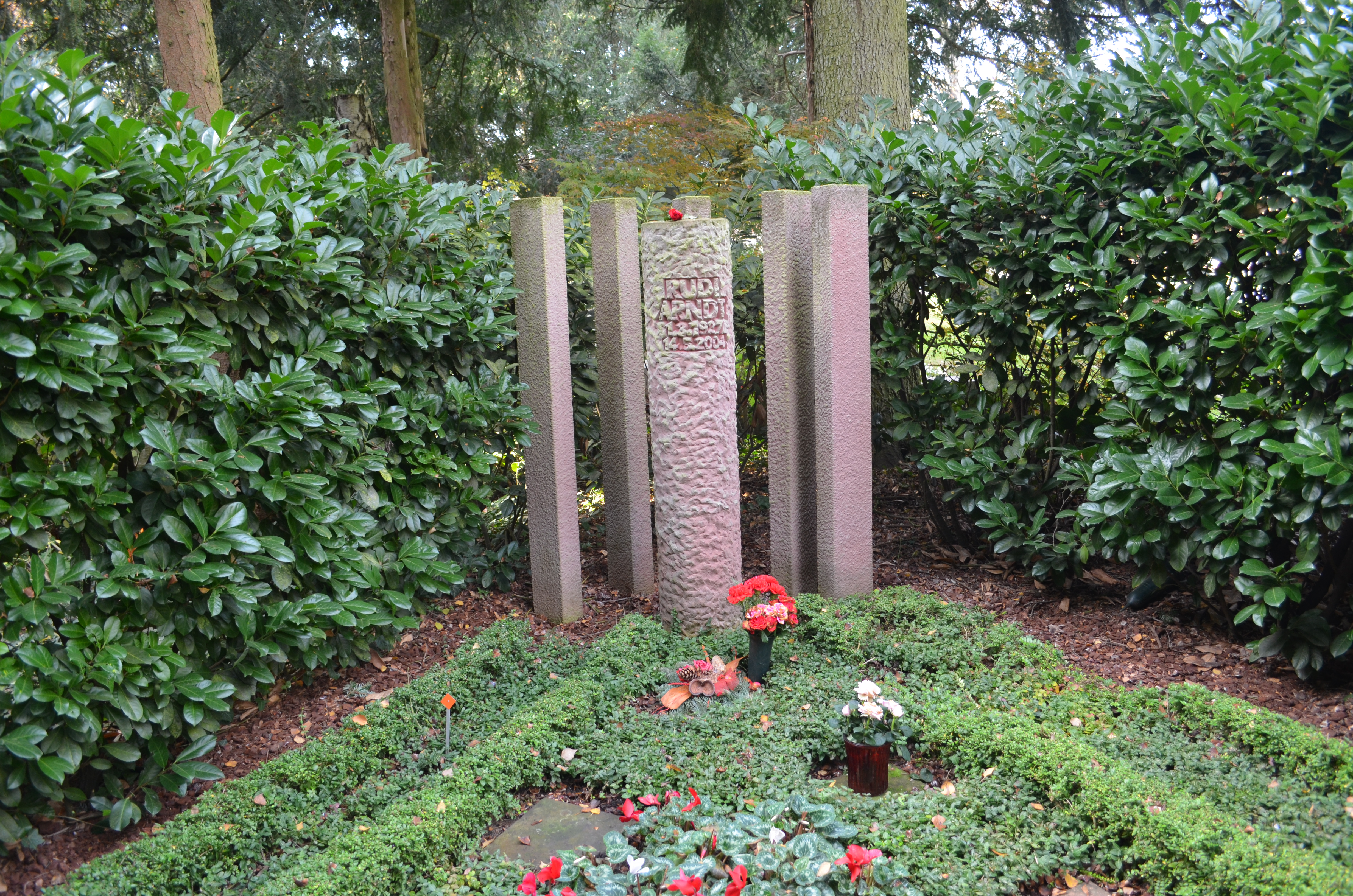
قبر آرندت في فرانكفورت

## روابط خارجية
- رودي آرندت على موقع مونزينجر (الألمانية)